# Feike Salverda
Feike Salverda (Kollum, 2 augustus 1946 – Amsterdam, 8 maart 1996) was een Nederlandse journalist.

## Loopbaan
Salverda groeide grotendeels op in Alphen aan den Rijn. Hij begon in 1965 zijn carrière als schrijvend journalist voor Het Vrije Volk, maar werd vooral bekend door zijn onderzoeksjournalistieke werk bij Vrij Nederland. Salverda werkte hier steeds vaker samen met Lex Runderkamp. In 1986 stapten Salverda en Runderkamp samen over naar de VPRO, waarvoor ze het tv-programma Gouden Bergen maakten. Samen schreven ze het boek De elite zwijgt: onderzoek naar het vermogen van Nederlanders dat in datzelfde jaar uitkwam.
In later jaren werkte Salverda voor de tv-zender TV10 van Joop van den Ende en bij RTL 4. Ook was hij medeoprichter van de Amsterdamse tv-zender AT5. Deze zender begon op 1 april 1992 met Salverda als hoofdredacteur, maar hij vertrok daar al snel. Hij werd opgevolgd door Ad 's-Gravesande.

## ABP en Hollandia
Salverda was een boegbeeld van de Nederlandse onderzoeksjournalistiek. Hij wist gegevens naar boven te brengen over onder meer de "ABP-affaire", die uiteindelijk leidde tot de Parlementaire enquête naar bouwsubsidies, en over de relatie tussen het familiebedrijf van Ruud Lubbers (Hollandia Kloos) en Koeweit.

## Levenseinde
Feike Salverda, die aan long- en lymfeklierkanker leed, stierf in maart 1996 op 49-jarige leeftijd in een Amsterdams ziekenhuis. Hij werd begraven op de 2e Algemene Begraafplaats Kovelswade in Utrecht.